# T-karta

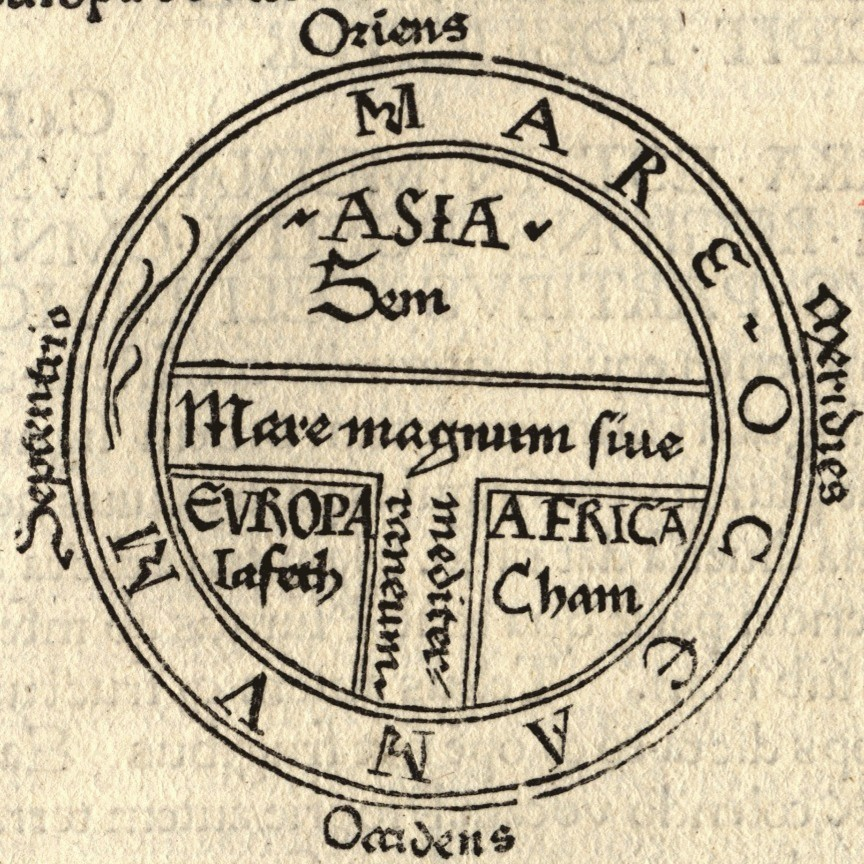
Det tidigaste kända tryckta exemplet av en klassisk T-karta (av Günther Ziner, Augsburg, 1472), som förstasidesillustration i kapitel XIV av Etymologiae. Den avbildar kontinenterna som Noas söners herravälden - Sem (Sem), Iapheth (Jafet) och Cham (Ham).

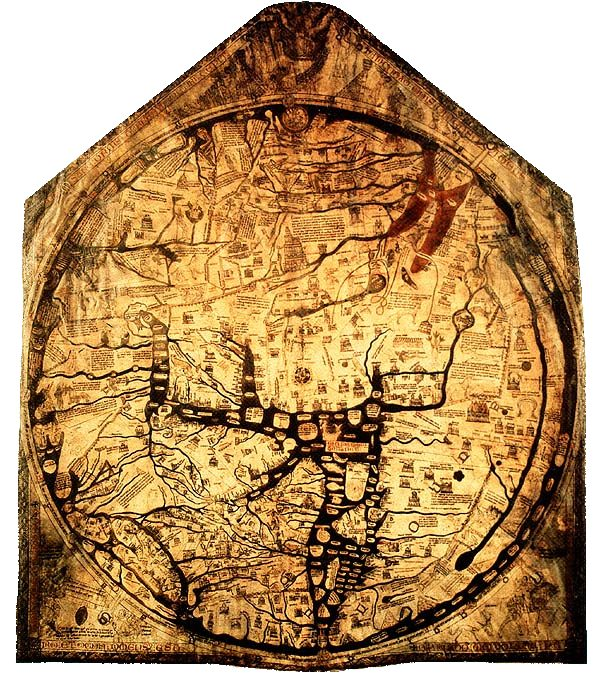
Hereford Mappa Mundi, omkring 1300, Hereford Cathedral, England. En klassisk T-karta med Jerusalem i mitten, öster uppåt, Europa nedåt vänster, och Afrika åt höger.

En T-karta (latin orbis terrae, Jordens klot eller cirkel, ibland T-O-karta), är en slags medeltida världskarta, ibland kallad Beatuskarta eftersom en av de första kända avbildningarna av det här slaget attribueras Beatus av Liébana, en spansk munk från 700-talet. Kartan förekom i förordet till hans tolv böcker av kommentarer om Uppenbarelseboken.
T-kartan avbildar världen enligt Isidor av Sevillas beskrivning i sitt verk Etymologiae (kapitel XIV, de terra et partibus) från 600-talet.
Orbis a rotunditate circuli dictus, quia sicut rota est [...] Undique enim Oceanus circumfluens eius in circulo ambit fines. Divisus est autem trifarie: e quibus una pars Asia, altera Europa, tertia Africa nuncupatur.
"Den [bosatta] delen av fastlandet kallas rund efter cirkelns rundhet, eftersom den är som ett hjul [...] Därför begränsas Oceanen som flyter runt det i en cirkellik gräns, och det är delat i trenne delar, en del kallas Asien, den andra Europa och den tredje Afrika."
Även om Isidor hävdade i Etymologiae att Jorden var 'rund', är hans ord tvetydiga och några författare tror han avsåg en skivformig Jord. Dock klargör Isidors övriga skrifter att han betraktade Jorden som klotformig. Faktiskt hade teorin om Jordens sfäriska form varit den ledande sedan åtminstone Aristoteles, som hade delat Jorden i klimatzoner, med ett fruset klima vid polerna, ett dödligt hett klima nära ekvatorn, och ett milt och beboeligt tempererat klima mellan dessa.
T-kartan avbildar endast den norra halvan av jordklotet. Kartan betraktades antagligen osagt som en bekväm projektion av de bebodda delarna av den norra tempererade zonen. Eftersom den södra tempererade zonen betraktades som obefolkad eller till och med onåbar, var det poänglöst att avbilda den på en världskarta. På den tiden ansågs det vara omöjligt att korsa den heta ekvatorzonen för att nå de okända länderna på andra klothalvan; dessa inbillande länder kallades antipoderna.
Med T avses Medelhavet, Nilen och Don, som åtskiljer de tre kontinenterna Asien, Europa och Afrika, och O:et motsvarar den kringgärdande Oceanen. Jerusalem avbildades vanligen i kartans mitt. Asien var vanligtvis lika stort som de två andra kontinenterna tillsammans. Eftersom solen stiger i öster, avbildades Paradiset (Edens trädgård) i Asien, och Asien befann sig i kartans övre del.
De tidigaste T-kartorna hade endast de viktigaste vattendragen och ett fåtal utmarkerade. De fyra heliga floderna ifrån de bibliska länderna (Jordanfloden, Nilen, Tigris och Eufrat) fanns alltid med. Något mer användbara för resande var itinerarier, som var ordnade listor över ortnamn på vägen mellan två punkter, och periplus som fyllde samma funktion för hamnar och landmärken längs med havskusterna. Senare kartor med samma konceptuella format innehöll många fler floder och städer i såväl Öst- som Västeuropa, och andra landmärken och orter som påträffades under korstågen. Dekorativa bilder lades till utöver de nya geografiska upptäckterna. De viktigaste städerna avbildades med distinkta befästningsverk och torn utöver stadsnamnen, och tomma ytor fylldes med bilder av sagodjur.

## Bildgalleri

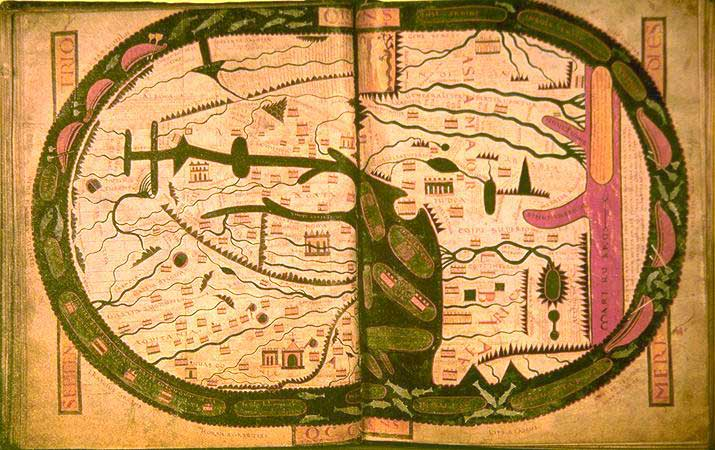
Världskartan från Saint-Sever Beatus, från c:a 1050.
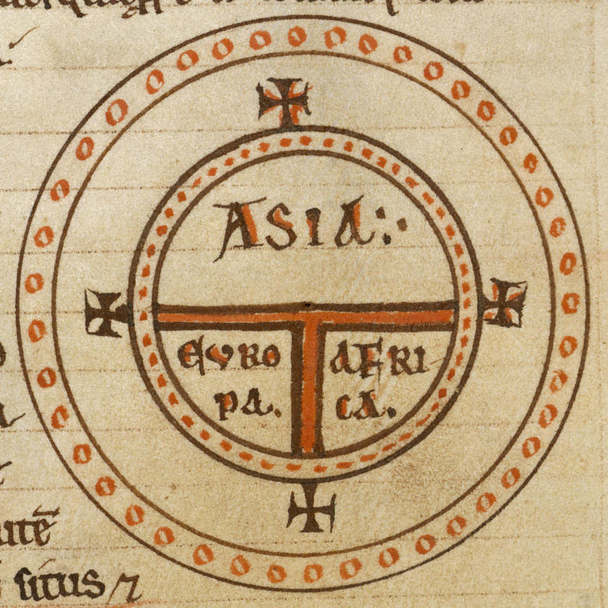
Från en 1100-talskopia av Etymologiae.
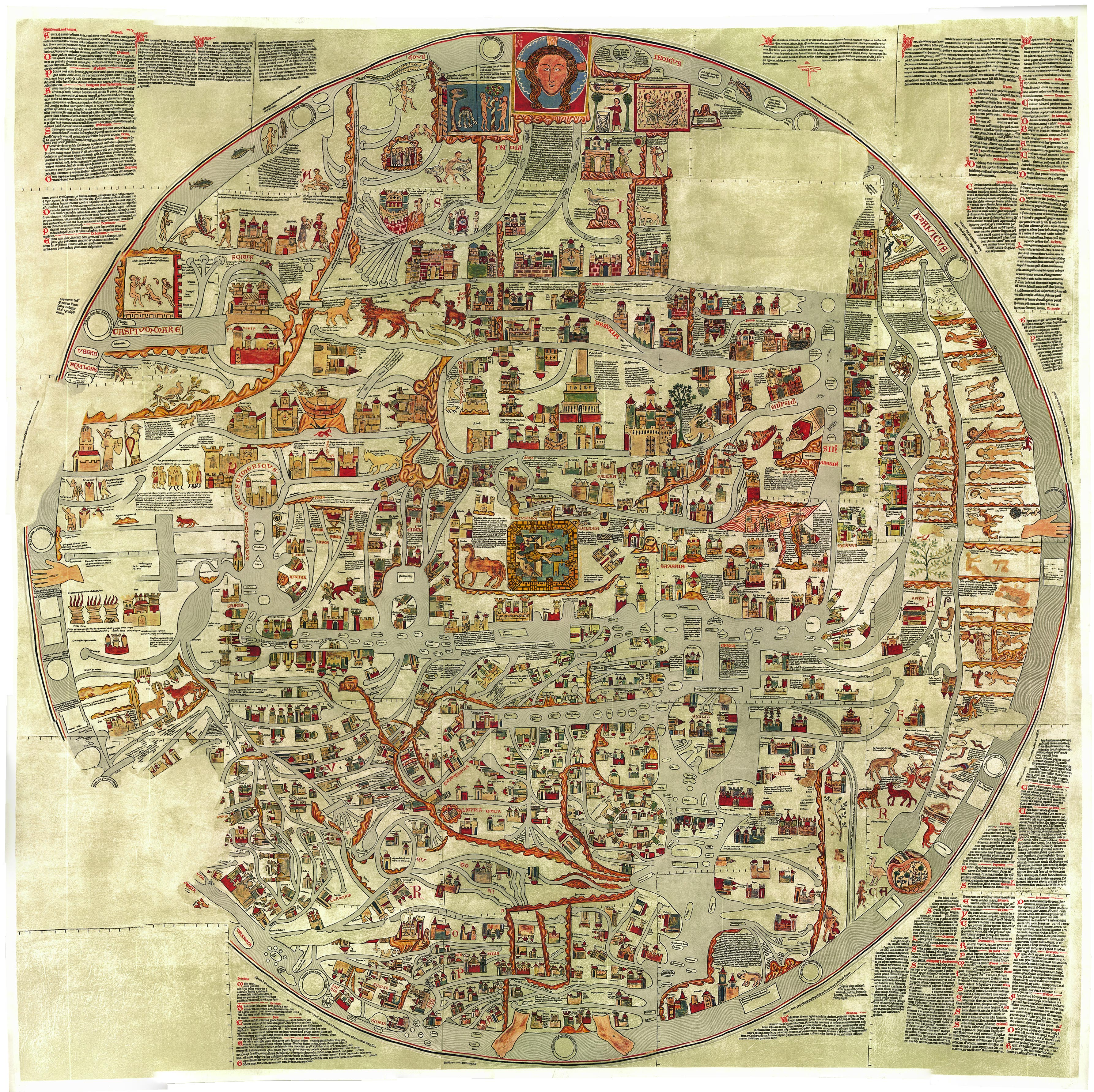
Karta av T-O-typ från 1200-talet kallad Ebstorfer världskarta.
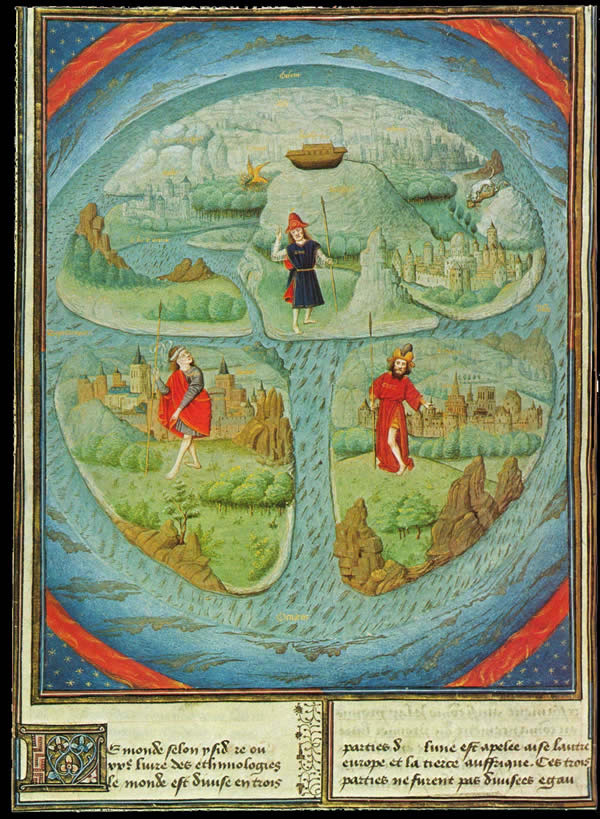
Mappa Mundi i La Fleur des Histoires. 1459-1463.
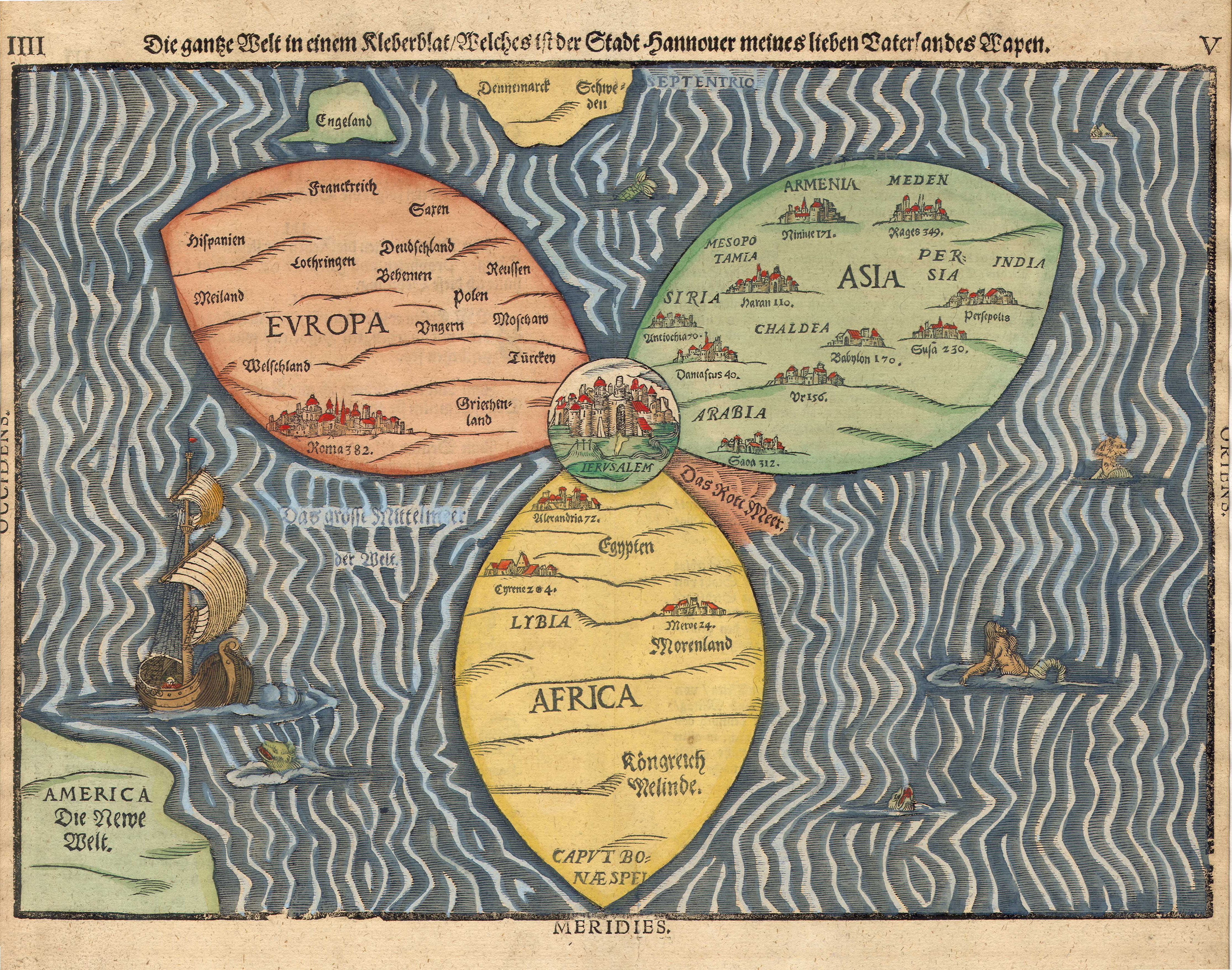
Bünting-klöverbladskarta. Träsnitt från 1581, Magdeburg. Jerusalem är i mitten, omgärdat av Europa, Asien och Afrika.
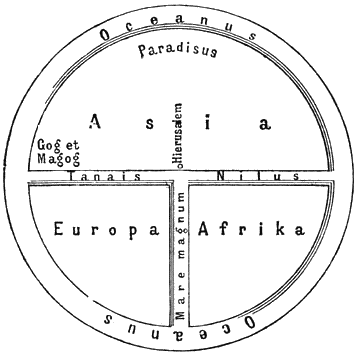
T-karta. Illustration från Meyers Konversations-lexikon 1888.
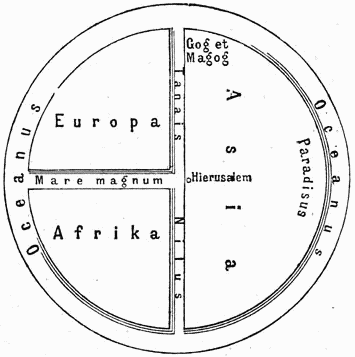
T-kartan med norr uppåt. Illustration från Meyers Konversationslexikon 1888.
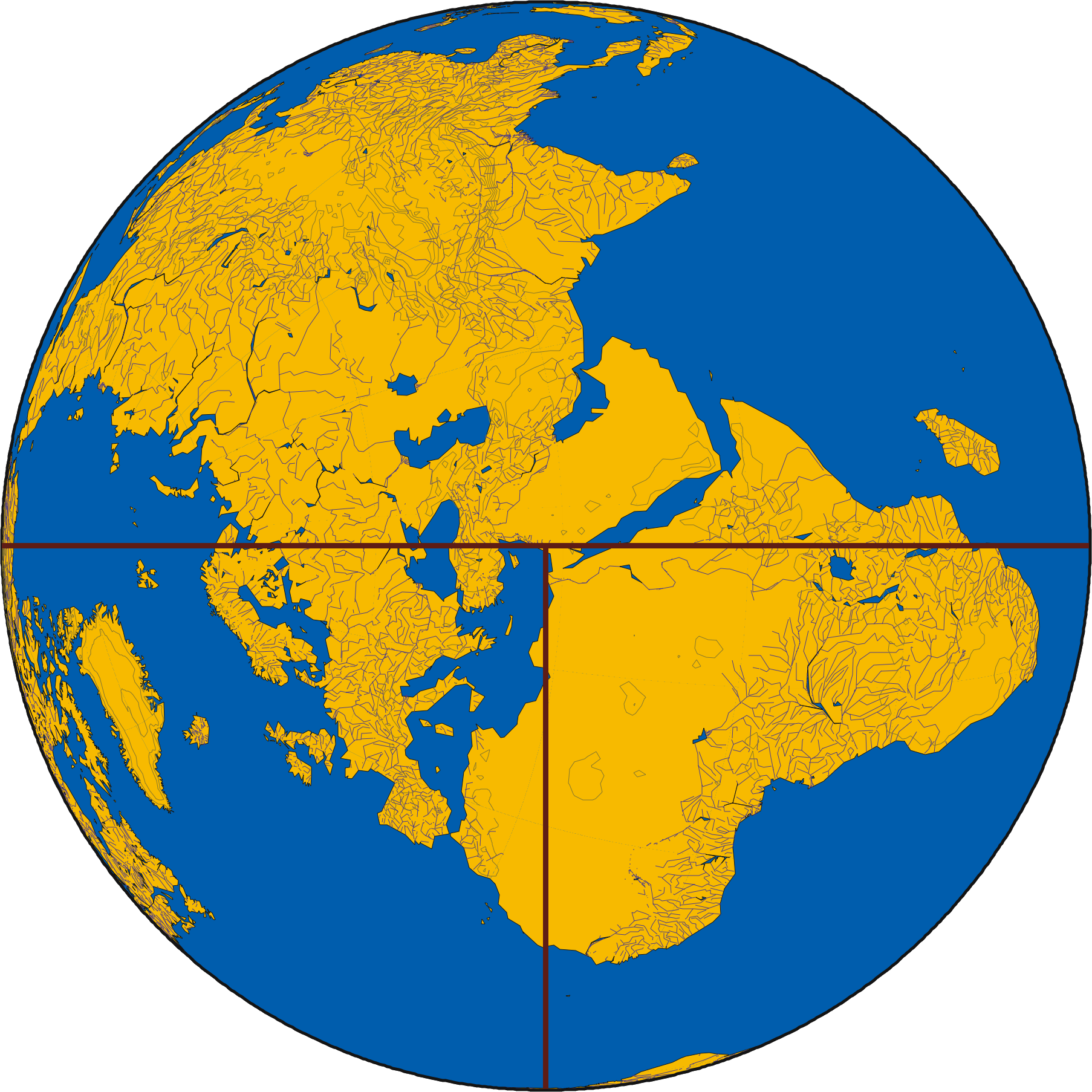
En T-karta framställd med modern kartografi.